# Hawk Springs
Hawk Springs és una concentració de població designada pel cens dels Estats Units a l'estat de Wyoming. Segons el cens del 2000 tenia 69 habitants, 27 habitatges, i 15 famílies. La densitat de població era de 15,7 habitants/km².